# جورج جايلز
جورج جايلز (بالإنجليزية: George Giles)‏ هو لاعب كرة قاعدة أمريكي، ولد في 2 مايو 1909 في جنكشن سيتي في الولايات المتحدة، وتوفي في 3 مارس 1992 في توبيكا في الولايات المتحدة.